# آلیسا ریس
آلیسا ریس (انگلیسی: Alisa Reyes؛ زادهٔ ۳ فوریهٔ ۱۹۸۱) یک هنرپیشه اهل ایالات متحده آمریکا است. وی از سال ۱۹۹۲ میلادی تاکنون مشغول فعالیت بوده‌است.